# Rickenbacker 4001
Il Rickenbacker 4001 è un basso elettrico prodotto dalla Rickenbacker come modello "deluxe" del 4000 tra il 1961 e il 1983, nel 1981 è iniziata la produzione dal nuovo modello 4003. Ci sono differenti modelli del 4001: il 4001, il 4001S, il 4001LH, il 1999 (modello europeo), il 4001V63 (riedizione) e il 4001C64S C Series Recreation.
È divenuto famoso per essere stato utilizzato spesso da Chris Squire degli Yes e da Paul McCartney dei Beatles.

## Lo strumento

### Costruzione
Questo strumento dalle originali fattezze, con il tipico design a forma di "cresta d'onda" come il vecchio modello 4000, è realizzato con il manico costruito con la tecnica neck-thru, il corpo in legno massiccio, i tipici segna-tasti triangolari, doppio truss rod, massiccio ponte-blocca-corde in fusione, due pickup single coil di cui uno normale e l'altro a forma di ferro di cavallo (detto "horse-shoe"), due volumi, due toni, un selettore e il cablaggio per il Ric-O-Sound (standard nei modelli post-1971). Sono stati prodotti modelli a sei corde e in scala minore (da 30,5 in – pari a 77,47 cm – anziché i classici 34 in – pari a 86,36 cm).
Il modello 4001S (come anche il modello 1999) varia gli intarsi dei tasti e la costruzione del manico. Il Rickenbacker 4003, che ha sostituito il 4001, si differenzia principalmente per il sistema di truss rod, mentre per le altre caratteristiche i due strumenti sono simili.
Anche il manico si presenta molto originale, per il colore marrone-rosso della tastiera, fornito dall'esclusivo palissandro del Madagascar e (in alcune versioni) dai classici intarsi Rickenbacker di forma triangolare.

### Il suono e i pick-up
Il Rickenbacker 4001 si è sempre distinto per il suo suono deciso e per il notevole sustain. In particolare usato con il pick-up al ponte risulta molto adatto per i generi rock, mentre il pick-up al manico rende un suono caldo e piuttosto "acustico" (tipo contrabbasso). L'insieme dei due fornisce un timbro corposo e di grande riempimento, con note basse dal ruggente suono distorto e metallico e dalle note alte piene e ben definite.
Molte versioni posseggono anche il doppio jack di uscita per il collegamento stereo dello strumento. Ciò consente di avere un suono incredibilmente ben definito e potente convogliando i bassi ad un amplificatore per basso, mentre i suoni alti ad un amplificatore per chitarra acustica. Le produzioni Rickenbacker, anche per questo strumento, possono essere distinte per periodi, nei quali sono stati montati diversi tipi di pickups:
- In origine (e nelle ri-edizioni dello strumento) montava al ponte un pickup dall'originale forma (e timbro), denominato horseshoe per la sua forma avvolgente e prodotto non oltre gli anni sessanta (che richiama appunto alla forma a ferro-di-cavallo) intorno alle corde. Al manico invece montava un pickup denominato toaster per il suo look che ricorda il lato superiore del tostapane.
- Successivamente entrambi i pick-up furono sostituiti dai cosiddetti     hi-gain, caratterizzati da un volume di uscita più alto.

Molti cultori continuano comunque a preferire le versioni con pick-up vintage in contrapposizione agli hi-gain.

## Celebri utilizzatori
- Chris Squire degli Yes[3] lo ha utilizzato fin dal 1965.
- Paul McCartney dei The Beatles[4] lo ha utilizzato dalla metà degli anni sessanta, nel colore "Fireglo"; successivamente lo ha ridipinto e poi riportato al colore naturale. Il Rickenbacker 4001 è visibile nei video "I Am the Walrus" e "Hello Goodbye", entrambe canzoni dell'album "Magical Mystery Tour".
- "Little" Gérard L'Her dei Rockets.
- Giorgio D'Adamo dei New Trolls (periodo 1974-1978)

- Roger Waters dei Pink Floyd lo ha suonato negli anni sessanta e successivamente sostituito con un Fender Precision Bass
- John Entwistle dei The Who[5]
- Mike Mills dei R.E.M. lo ha usato per i primi tour e registrazioni.
- Chris Wolstenholme dei Muse[6]
- Robert Hardy dei Franz Ferdinand.
- Mike Rutherford dei Genesis[7] ne utilizzò anche un modello artigianale a doppio manico: chitarra 12 corde sopra (una Rickenbacker 620/12) e basso sotto (un Rickenbacker 4001).
- Simon Gallup dei The Cure[8]
- Pete Quaife dei The Kinks[9]
- John Prakash bassista di Lou Reed
- Paul Simonon dei The Clash
- Glen Matlock dei Sex Pistols
- Bruce Foxton dei The Jam[10]
- Gary Mounfield (Mani) dei The Stone Roses[11]
- Karl "Will" Russell[12]
- Phil Lynott dei Thin Lizzy (primi anni).[13]
- Cliff Burton dei Metallica[14]
- Geddy Lee dei Rush[15]
- Lemmy dei Motörhead.[16]
- Randy Meisner degli Eagles
- Rick James[17]
- Josephine Wiggs dei The Breeders
- Jamie Hornsmith dei The Rakes
- Roger Glover dei Deep Purple e Rainbow[18]
- Geezer Butler dei Black Sabbath[19]
- Chris Ross dei Wolfmother
- Mattias Bernvall dei The Hives[20]
- Sal Maida dei Roxy Music, Milk 'N' Cookies e Sparks.[21][22]
- Martin Gordon dei Sparks, Jet e Radio Stars.[23][24]
- Jesse F. Keeler dei Death From Above 1979[25]
- Jerry Only dei Misfits
- Maurice Gibb dei Bee Gees
- Joey DeMaio dei Manowar
- Fabio Pignatelli dei Goblin che lo utilizza nella celeberrima canzone "Profondo Rosso", dove esegue parti di grande qualità compositiva ed esecutiva.
- Dino D'Autorio
- Ennio Michelotto dei Elite, Orsa Maggiore, Delfini / Express
- Roberta Sammarelli dei Verdena
- Guy Pratt
- Massimo Ghiacci dei Modena City Ramblers
- Aldo Tagliapietra delle Orme
- Lello Brandi storico bassista degli Osanna in Palepoli
- Matteo Pessina degli Slavery

John Deacon storico bassista dei Queen possedeva un Rickenbacker 4001 ma non lo utilizzò mai perché, stando a quanto egli stesso affermò, non riusciva ad ottenere un suono abbastanza caldo.